# Yerravaripalem
Yerravaripalem hay Erravaripalem là một mandal thuộc huyện Chittoor, bang Andhra Pradesh.

## Geography
Yerravaripalem is located at 13°43′00″B 79°09′00″Đ / 13,7167°B 79,15°Đ. It has an average elevation of 592 meters (1945 feet).